# سقنقور
سقنقور یا اسکینک (نام علمی: Scincidae) تیره‌ای از راسته مارمولک‌ها هستند. سقنقورها معمولاً در نواحی بیابانی خشک، تل‌های شنی و ماسه‌ای، بسترهای خشک نهرها، آبگیرها و نهرهای زهکشی‌شده در دشت‌ها با پوشش گیاهی اندک بوته‌ای، زمین‌های سنگریزه‌ای، ریگزار خشک در تپه‌های کم‌ارتفاع، توده‌های شنی و ماسه‌ای یافت می‌شوند.
تیره سقنقور دارای ۱۵۰۰ گونه می‌باشد. در زیر راسته مارمولک‌ها، تیره سقنقور نسبت به مابقی تیره‌ها دارای تنوع بیشتری است.
سقنقورهای زبان آبی از سرده‌های این تیره می‌باشد.

## ایران
در ایران ۱۶ گونه سقنقور یافت شده‌است.
- سقنقور پهلو خالدار
- سقنقور چشم ماری آسیایی
- سقنقور چشم ماری دو خط
- سقنقور خال قرمز
- سقنقور خالدار
- سقنقور زارودنی
- سقنقور شنی سه انگشتی
- سقنقور علفزار جنوبی
- سقنقور علفزار ماورای قفقازی
- سقنقور لگام دار
- سقنقور ماری استریت
- سقنقور ماری ایرانی
- سقنقور ماری بلانفورد
- سقنقور ماری بیابانی
- سقنقور ماری پا کوتاه
- سقنقور معمولی

## دیگر مناطق
- سقنقور لب خال‌خالی گونه‌ای از سرده سقنقورهای چغر